# 斎藤弥九郎
斎藤 弥九郎（さいとう やくろう、旧字体：齋藤󠄁 彌九郞）は、江戸時代後期から明治初期にかけての剣術家、政治家。流派は神道無念流。幕末江戸三大道場の一つ「練兵館」の創立者。千葉周作、桃井春蔵とともに幕末三剣客といわれ、門弟に高杉晋作や木戸孝允がいた。維新後には徴士会計官権判事、造幣局権判事を務めた。諱は善道（よしみち）。号は篤信斎。

## 生涯

### 生い立ち
越中国射水郡仏生寺村（現在の富山県氷見市仏生寺）の農民、組合頭・斎藤新助（信道）の長男として生まれた。先祖は加賀国の名族、斎藤氏（冨樫氏）と伝えられる。
文化7年（1810年）、越中の高岡へ奉公に赴き、油屋や薬屋の丁稚となったが、思うようにならなかったので帰郷した。江戸へ出ることを望み、文化9年（1812年）、親から一分銀を渡され出立する。途中、旅人の荷担ぎをして駄賃を稼ぎ、野宿をしながら江戸にたどり着いた。
旗本能勢祐之丞の小者となって住み込みで働き、夜は書物を読んだ。感心した能勢の勧めで、剣術を岡田吉利に、儒学を古賀精里に、兵学を平山行蔵に、文学を赤井厳三に、砲術を高島秋帆に、馬術を品川吾作に学び始め、学問と武芸に励んだ。

### 練兵館創立
20代で神道無念流岡田道場撃剣館の師範代に昇進し、岡田の死後は、後継者岡田利貞を後見した。文政9年（1826年）、29歳で独立して江戸九段坂下俎橋近くに練兵館を創立。鏡新明智流士学館、北辰一刀流玄武館と並んで後に幕末江戸三大道場と呼ばれるようになる。
長男の斎藤新太郎が廻国修行で各地の剣豪を破り、長州藩は神道無念流を高く評価して、嘉永5年（1852年）9月、塾頭を務めた桂小五郎（木戸孝允）や財満新三郎ら7名の藩士を練兵館に送って学ばせた。その後も多くの藩士を練兵館に送り、その中には高杉晋作、品川弥二郎、井上聞多（馨）、伊藤俊輔（博文）、太田市之進らがいる。また、三男の斎藤歓之助は大村藩に仕え、同藩士渡辺昇、柴江運八郎らを指南した。弥九郎の門下から明治維新の原動力となる人物が多く輩出した。

### 江川英龍との親交
練兵館創立の資金援助をした人物が撃剣館同門の江川英龍である。その後弥九郎は江川に仕え、江川から軍事防衛の最新知識を吸収するようになった。
天保6年（1835年）、江川が伊豆国韮山の代官となると、江戸詰書役として仕えた。天保8年（1837年）、大坂で大塩平八郎の乱がおこると、江川の命により、大塩の行方を調べるため、大坂へ赴いた。江戸へ戻ると、その状況をいち早く水戸藩の藤田東湖に伝えた。また4月には江川とともに、刀剣商の装いで甲斐国の状況を見て回った（「甲州微行」と呼ばれる）。この時、わざわざ商人を装ったのは、当時甲斐国では博徒が多く、治安が悪かったためとされる。
天保9年（1838年）、老中・水野忠邦は江戸湾防衛強化のため備場見分を実施することとし、その正使に鳥居耀蔵を、副使に江川英龍を任命した。江川は測量の専門家の推薦を渡辺崋山に依頼するため、弥九郎にその仲介を頼んだ。弥九郎は翌年正月から実施された備場見分に江川の手代として参加している。
天保12年（1841年）5月、西洋砲術家である高島秋帆が徳丸ヶ原において演練を行うこととなり、弥九郎は弟の三九郎や他の江川の家臣とともに参加した。また同年8月、水戸藩の弘道館の開館式に他の剣豪などとともに招かれた。
嘉永6年（1853年）6月、浦賀に黒船が来航し、来春の再来航を告げて出航。幕府は急きょ江戸湾内の防備を固めるため、江川らに対策を命じた。江川は台場築造の場所を選定する必要性から、江戸湾岸を巡視、弥九郎や桂小五郎も同行している。また品川沖に台場の築造が計画されると、弥九郎はその実地測量や現場監督を行ったとされる。併せて、高島秋帆らとともに、湯島馬場で大砲鋳造を行っている。
安政元年（1854年）正月、黒船が江戸湾に再来航すると、幕府は江川に対して、江戸湾最奥部である品川沖まで黒船が侵入した場合に備え、船で乗り付けて退去交渉を行う役目を任じた。弥九郎は江川に従って退去交渉に同席するつもりだったという。2月15日、弥九郎らは、長州藩江戸藩邸に招かれ、藩士に対する剣術教授の功績を讃えられた。また4月3日には福井藩江戸藩邸へ70名余りの門人とともに赴き、邸内の馬場で試合と西洋銃陣を披露した。
安政2年（1855年）正月、江川英龍死去。後継の江川英敏からも引き続き助力を要請された。10月には安政の大地震で藤田東湖が水戸藩江戸藩邸内の自邸で圧死した。『斎藤弥九郎伝』によると、弥九郎は東湖の遺骸を引き出し、自家の長持に納めて水戸へ送り届けた、とある。

### 幕末期の動向
安政3年（1856年）4月5日、水戸藩小石川藩邸において、徳川斉昭の前で銃・剣・槍の三隊対抗の野試合を披露した。またこの年の間に弥九郎の名を長男の新太郎に継承させ、自身は斎藤篤信斎と名乗った。
安政4年（1857年）、将軍継嗣問題に際し、福井藩主松平慶永は、家臣の中根雪江を通じて、篤信斎に一橋慶喜擁立のために必要な工作を依頼した。篤信斎は二代弥九郎（新太郎）とともに、門下生等を通じて、老中・松平忠固の周辺への工作に尽力した。
安政5年（1858年）、代々木に3,375坪の荒地を購入し、開墾した。門人の土工の訓練とするとともに、茶園とした。
安政6年（1859年）、この頃、安政の大獄により幕府の取り締まりが強化される。水戸とのつながりの深い篤信斎にも捕吏の手が伸びようとしていたとされる。
文久2年（1862年）、長州藩世子・毛利定広（毛利元徳）が代々木山荘を訪ねる。篤信斎は藩論統一して、勤王の大義をとるよう訴えたとされる。
文久3年（1863年）、長州藩の依頼を受け、門人の中から十数名を選抜し、勇士組と称して長州へ派遣した。

### 維新前後
慶応4年（1868年）、彰義隊から首領になってくれるよう望まれたが、これを拒絶する。同年、明治政府に出仕し会計官権判事となって大坂に赴任。
明治2年（1869年）、造幣寮の権允となる。造幣寮が火事になった折りに猛火の中に飛び込み、大火傷を負いながらも重要書類を運び出した。
明治4年10月24日（1871年12月6日）、死去。享年74。墓は福泉寺（東京都渋谷区代々木5-2-1）。

## 栄典
- 贈従四位 - 明治40年（1907年）5月27日[3]
- 全日本剣道連盟剣道殿堂顕彰 - 平成15年（2003年）

## 逸話
- 『西郷隆盛一代記』に、50余歳の頃、薩摩藩士の辻斬犯をこらしめ、これ以上辻斬が続くと、自分がいちいち首をとらなくてはならなくなるから薩摩藩の仲間達にもう止めろと伝えておけと警告した話が記述されている。